# Gennady Ivanovich Yanayev
Gennady Ivanovich Yanayev (1937–2010) là một nhà chính trị Nga. Ông là người đứng đầu cuộc đảo chính Liên Xô năm 1991. Ông đã qua đời vào tháng 9 năm 2010 ở tuổi 73. Ông là một chính trị gia Liên Xô và chính khách Nga có sự nghiệp kéo dài qua các đời lãnh đạo Khrushchev, Brezhnev, Andropov và Chernenko, và sự nghiệp chính trị của ông đã lên đến đỉnh điểm trong những năm cầm quyền của Gorbachev. Yanayev sinh ra ở Perevoz, tỉnh Gorky. Sau nhiều năm làm ở chính quyền địa phương, ông đã chuyển qua làm Chủ tịch Công đoàn Liên Xô, nhưng ông cũng giữ chức vụ nhỏ hơn như phó hội trưởng Các hội hữu nghị và văn hóa với nước ngoài của Liên Xô.
Do là chủ tịch Liên đoàn Công đoàn Liên Xô, ông là uỷ viên của Bộ Chính trị Đảng Cộng sản Liên Xô. Trong Hội nghị tháng 7 năm 1990 ông được bầu vào Ban Bí thư Ban chấp hành Trung ương Đảng Cộng sản Liên Xô. Cuối năm đó, với sự giúp đỡ của Mikhail Gorbachev, Yanayev được bầu làm Phó Chủ tịch của Liên Xô. Có sự nghi ngờ ngày càng tăng về định hướng của các chính sách cải cách của Gorbachev, Yanayev đầu tiên là hợp tác với sau đó là người đứng đầu Nhóm 8 người, nhóm đã lật đổ Gorbachev trong cuộc đảo chính tháng 8 năm 1991. Sau ba ngày kể từ ngày cuộc đảo chính bị sụp đổ do sự ủng hộ của dân chúng đối với Boris Yeltsin, nhưng trong tay nắm quyền ngắn ngắn hạn của mình, Yanayev lúc đó đã làm quyền tổng thống của Liên Xô. Sau đó ông bị bắt vì vai trò của ông trong cuộc đảo chính, tuy nhiên năm 1994 ông được Duma Quốc gia ân xá. Ông đã dành phần còn lại của cuộc đời làm việc tại Tổng cục du lịch Nga, giảng dạy môn Lịch sử tại Học viện Du lịch quốc tế, làm cố vấn cho Ủy ban Cựu binh – Thương binh (thuộc chính phủ) rồi nghỉ hưu. Yanayev qua đời vào ngày 24 tháng 9 năm 2010.